# Supreme Court of Kenya

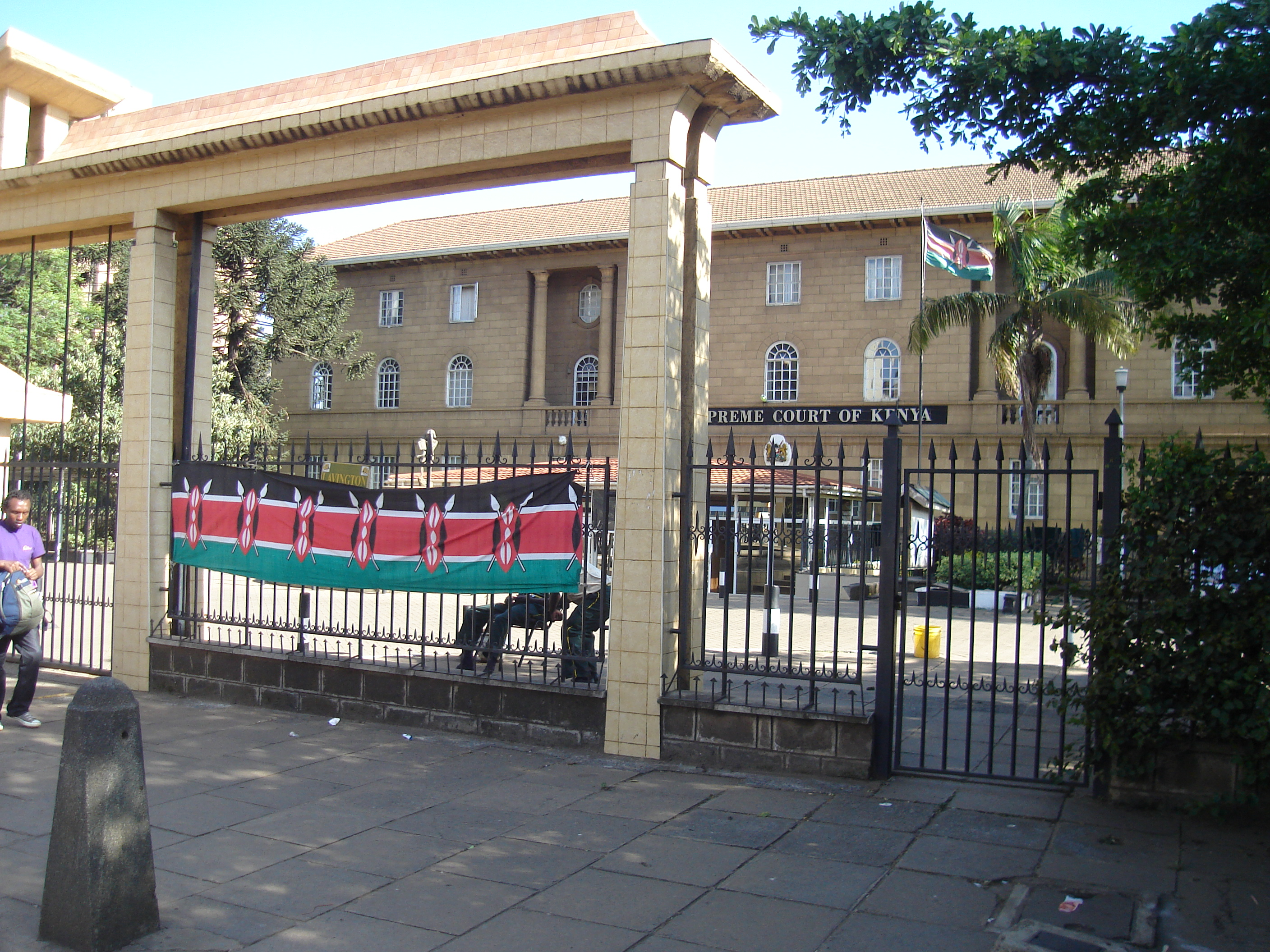
Supreme Court of Kenya in Nairobi am Nationalfeiertag (12. Dezember) 2011.

Der Supreme Court of Kenya ist innerhalb des politischen Systems der Republik das höchste Gericht Kenias.

## Geschichte
Der Gerichtshof wurde mit der durch das Verfassungsreferendum 2010 angenommenen neuen Verfassung Kenias erstmals vorgesehen. Im Juni 2011 hatte die Judicial Service Commission  aus den Bewerbern für das Amt eines Richters am Supreme Court fünf Kandidaten, vier Männer und eine Frau, nominiert. Die Kandidaten wurden durch Präsident Mwai Kibaki bestätigt. Am 29. August 2011 legten die ersten Richter des neu eingerichteten Höchsten Gerichts Kenias ihren Amtseid in Gegenwart des Präsidenten ab. Am 10. Oktober 2011 begann das Gericht seine Tätigkeit, der erste Rechtsstreit betraf das Datum der Wahlen 2012 in Kenia. Der Supreme Court lehnte es allerdings ab, eine Entscheidung zu treffen.

## Zuständigkeit
Das Gericht ist nach Art. 163 Abs. 3, 4 und 5 der Kenianischen Verfassung ausschließlich zuständig für Streitigkeiten in Bezug auf die Wahl des kenianischen Präsidenten, Rechtsmittel gegen Entscheidungen der anderen höchsten Gerichte Kenias, sofern diese verfassungsrechtliche Fragen betreffen oder falls der Court of Appeal oder der Supreme Court darauf erkennen, dass es sich um eine Rechtsfrage von allgemeiner Bedeutung handelt. Weiterhin ist das Gericht zuständig für solche Fälle, die ihm durch nationale Gesetze zugewiesen werden. Nach Art. 163 Abs. 6 der Verfassung kann auf Anfrage der Regierung, eines Staatsorgans oder einer Regierung eines County das Gericht um Rechtsauskunft bezüglich jeder Frage der County-Verwaltung erteilen.
Das Verfahren richtet sich nach den Vorgaben der Verfassung, gemäß Art. 163 Abs. 8 gibt sich der Supreme Court eigene Verfahrensregeln, weitere Vorgaben können sich aus einem Parlamentsgesetz ergeben (Art. 163 Abs. 9). 2011 wurde das Supreme Court Bill erlassen.

## Besetzung
Das Gericht besteht aus dem Chief Justice Kenias, der zugleich Präsident des Gerichtes ist, dem Deputy Chief Justice, der gleichzeitig Vizepräsident des Gerichtes ist und fünf weiteren Richtern (Art. 163 Abs. 1 der Verfassung).
Präsident des Gerichtes ist Martha Koome, Vizepräsidentin ist Philomena Mwilu, weitere Richter sind Isaac Lenaola, William Ouko, Mohammed Ibrahim, Njoki Ndung’u und Smokin Wanjala.